# Плати (дем Александрия)
Вижте пояснителната страница за други значения на Плати.
Платѝ (на гръцки: Πλατύ) е село в Република Гърция, дем Александрия, област Централна Македония.

## География
Селото е разположено на 10 m надморска височина в областта Урумлък (Румлуки), източно от Александрия (Гида).

## История

### В Османската империя
В XIX век Плати е гръцко село в Солунска каза на Османската империя. Александър Синве („Les Grecs de l’Empire Ottoman. Etude Statistique et Ethnographique“) в 1878 година пише, че в Платис (Platis), Камбанийска епархия, живеят 168 гърци. В 1900 година според Васил Кънчов („Македония. Етнография и статистика“) в Плати живеят 210 гърци християни и 48 цигани. По данни на секретаря на Българската екзархия Димитър Мишев („La Macédoine et sa Population Chrétienne“) в 1905 година в Плати (Plati) живеят 100 гърци.

### В Гърция
През Балканската война в 1912 година в селото влизат гръцки части и след Междусъюзническата в 1913 година Плати остава в Гърция.
В „Етнография на Македония“, издадена в 1924 година, Густав Вайганд описва Плати като гръцко село на българо-гръцката езикова граница:
| „ | Започвайки от североизток, за граница служи Вардар от неговото устие до вливането на Караасмак, след това новопостроеният, а не старият селски път почни наблизо до Верея (Бер) до селата Микрош и Туркохори, едното има смесено население от българи и гърци, след това, следвайки железопътната линия, стига до Няуста (Негуш), която въпреки че е български град, е напът да бъде гърцизирана, защото голяма част от жителите му говорят в семейството си гръцки. Селата Тарман и Ая Марина са български. Гръцките гранични села следователно са Плати, Палйохори, чиито жители са дошли от Кулакия, Гида, Ресна, Пископи (също известен брой български семейства), Кавашла, Ставрос, Микрос или Микровутци, Туркохори (българи и гърци), Яворница, Рупен, Няуста. | “ |

След Първата световна война в 1922 година в селото са заселени гърци бежанци. В 1928 година Плати е чисто бежанско селище със 175 бежански семейства и 560 жители бежанци. Според други данни в 1928 година от 744 жители 640 са бежанци.
След мелиоративните дейности през 30-те години, в селото се заселват още жители. Селото произвежда памук, захарна тръстика, пшеница и други селскостопански продукти.
До 2011 година Плати е център на самостоятелен дем Плати в ном Иматия.
| Година    | 1913 | 1920 | 1928 | 1940 | 1951 | 1961 | 1971 | 1981 | 1991 | 2001 | 2011 | 2021 |
| --------- | ---- | ---- | ---- | ---- | ---- | ---- | ---- | ---- | ---- | ---- | ---- | ---- |
| Население | 38   | 61   | 744  | 2094 | 2154 | 1897 | 1930 | 2088 | 2498 | 2299 | 2083 | 1658 |